# José Antonio Saco

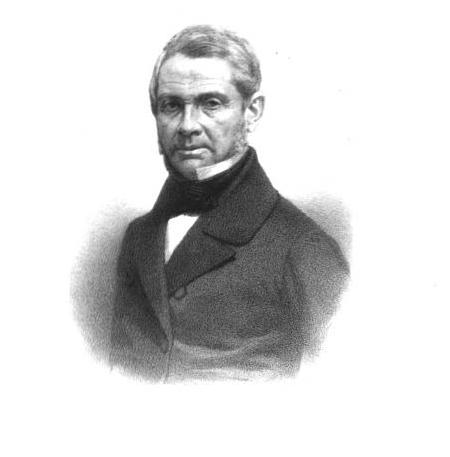
José Antonio Saco

José Antonio Saco y López Cisneros (* 7. Mai 1797 in  Bayamo; † 26. September 1879 in Barcelona) war kubanischer Journalist, Historiker und Gesellschaftskritiker. Er gilt als einer der führenden geistigen Vorkämpfer der kubanischen Unabhängigkeitsbewegung und Kämpfer für die Sklavenbefreiung.

## Leben
José Antonio Saco studierte Philosophie und Rechtswissenschaft am Seminario San Basilio Magno, der ältesten höheren Bildungsanstalt Cubas in Santiago de Cuba, und am Seminario San Carlos y San Ambrosio in Havanna. Er erwarb sich auch gute Kenntnisse der mittelalterlichen europäischen Geschichte sowie der Geschichte Lateinamerikas und wurde Lehrer am Colegio im Stadtteil Buenavista in Havanna. Er schätzte die Bedeutung eines funktionierenden öffentlichen Bildungswesens für die Entwicklungs der Wirtschaft und Gesellschaft hoch ein.
Nach der Revolution in Haiti (1791–1803) wurde von diesem damals weltweit wichtigstem Zucker produzierenden Land kein Zucker mehr auf dem Weltmarkt verkauft. Viele französische Zuckerpflanzer wanderten nach Kuba aus. Ab 1800 begannen sie mit dem arbeitsintensiven Anbau von Zuckerrohr; schon nach kurzer Zeit wurde es auf allen ertragreichen Böden angebaut. Kuba erlebte dadurch einen Boom der Sklaverei. Ein Gegner dieser Sklavengesellschaft war nach New York emigrierte Padre Félix Varela y Morales. Als dessen Schüler gründete José Antonio Saco mit ihm gemeinsam die reformerische Wochenzeitschrift Mensajero Semanal (33 Ausgaben 1828–1831) in den USA. Er war jedoch ein Gegner einer Annexion Kubas durch die USA, welche zu seiner Zeit viele Anhänger in Kuba hatte.
1829 honorierten die Sociedades Económicas de Amigos del País Sacos Werk Memorias sobre los Caminos de la Isla de Cuba von José Antonio Saco mit einer Goldmedaille, 200 Pesos und einer Ehrenmitgliedschaft. In diesem Werk schlug er vor, die wirtschaftspolitischen Erfahrungen von England und den USA auf Kuba anzuwenden. 1830 veröffentlichte er Memorias sobre la Vagancia en la Isla de Cuba, in welchem er sich mit den Auswirkungen der Sklavenhaltung auf das Vagabundentum befasste.
1834 ließ ihn der spanische Gouverneur Miguel Tacón y Rosique deportieren. 1837 und 1845 bereiste er Europa.
Im Exil heiratete er María Dolores Frías, die Witwe von Narciso López und Schwester von Francisco de Frías y Jacott (1809–1877), Conde de Pozos Dulces. 1860 kehrte er nach Kuba zurück und schloss sich den letzten ergebnislosen reformistischen Versuchen zur Erlangung der Autonomie an. Nach kurzer Zeit ging er erneut nach Barcelona ins Exil, wo er weiter auf politische Reformen hoffte, und wurde dort Abgeordneter. Sein wichtigstes Werk ist seine umfassende Historia de la esclavitud. Nach einem in Armut verbrachten Alter starb er 1879, als der erste kubanische Freiheitskrieg gerade erfolglos beendet war; seine sterblichen Überreste wurden am 17. August 1880 nach Kuba überführt und am 20. August 1880 in der Necrópolis de Colón beigesetzt.

## Veröffentlichungen
Saco veröffentlichte bzw. übersetzte Arbeiten zur Physik, Chemie und Landwirtschaft sowie Thomas Jeffersons Handbuch des Parlamentarismus.
Hauptwerke
- Memorias sobre los Caminos de la Isla de Cuba, New York 1830, Neuauflagen: Paris 1858/59, Barcelona 1877 (Geschichte Kubas)
- Ideas sobre la incorporacion de Cuba en los Estados Unidos, 1848 (Essay)
- Historia de la esclavitud, 1877 (quellenreiches dreibändiges Werk zur Geschichte der Sklaverei)